# Jan Morris
Jan Morris CBE (Clevedon (Somerset), 2 oktober 1926 -  Pwllheli (Wales), 20 november 2020) was een Welsh schrijver en journalist. Ze werd bekend als schrijver van reisverhalen, portretten van steden en de driedelige historische studie Pax Britannica over de opkomst en ondergang van het Britse Rijk.  
Morris was een van de eerste prominente personen die open was over haar identiteit als transgender vrouw en haar transitieproces. Ze schreef daarover in 1974 het internationaal succesvolle boek Conundrum. Zij publiceerde aanvankelijk onder de naam James Morris. 

## Biografie
Morris werd geboren als James Humphrey Morris en kreeg onderwijs aan de koorschool van Christ Church College in Oxford. Zij heeft in haar memoires gezegd dat de Anglicaanse kerkdiensten waar ze als koorknaap aan deelnam, en de architectuur van de stad Oxford haar esthetisch besef voor het leven hebben gevormd. In de laatste jaren van de Tweede Wereldoorlog en de jaren daarna was Morris als inlichtingenofficier in het Britse leger onder andere gestationeerd in Italië en Palestina.

## Journalistiek
Na een studie Engelse letterkunde in Oxford werkte Morris als verslaggever voor een Arabisch persbureau in Caïro, en daarna voor The Times. In 1953 was Morris als enige journalist deel van het Britse team dat een poging deed om de top van Mount Everest te bereiken en wist het eerste bericht over de succesvolle beklimming naar Londen te sturen. In 1956 volgde een overstap naar The Guardian. Tijdens de Suezcrisis had een artikel van Morris grote impact: het bracht aan het licht dat het Verenigd Koninkrijk en Frankrijk in het geheim Israël hadden overgehaald tot een invasie van Egypte, iets wat de regeringen steeds hadden ontkend.

## Schrijverschap
In de jaren zestig begon Morris, die zich als kind van vier al had gerealiseerd geen jongetje te zijn, met hormoonbehandelingen om het fysieke transitieproces tot vrouw in te zetten. In dezelfde periode stopte zij met journalistiek en richtte zich volledig op het schrijven van boeken en essays.  
Als schrijver werd Morris met name bekend met portretten van steden als Oxford, Venetië, Triëst, Hong Kong en Sydney. Een driedelige studie over de opkomst en ondergang van het Britse Rijk (Heaven's Command, Pax Britannica  en Farewell The Trumpets) werd - ook door Morris zelf - gezien als haar meest geslaagde en belangrijkste werk. Ze publiceerde één roman, Last Letters from Hav (1985), die werd genomineerd voor de Booker Prize for Fiction. Ze schreef in totaal meer dan veertig boeken.
Morris was in tal van onderwerpen geïnteresseerd. Haar kracht lag erin ogenschijnlijk triviale feiten en gebeurtenissen te verwerken tot bellettrie. Sommige critici verweten haar dat ze indrukken belangrijker vond dan feiten, en dat ze zichzelf te vaak centraal stelde in haar werk. Ze bleef tot op hoge leeftijd schrijven. Een aantal van haar boeken is in het Nederlands vertaald. 
Zij was een van de eerste prominente personen die open was over haar identiteit als transgender vrouw en haar transitieproces. Ze schreef daarover het internationaal succesvolle boek Conundrum (1974), dat door The Times werd gekozen als een van de "100 sleutelboeken van onze tijd". Het wordt vijftig jaar na verschijnen nog steeds gezien als een belangrijke tekst. Een jaar later na de publicatie verscheen de Nederlandse vertaling, Dilemma: verandering van sekse.

## Persoonlijk
Morris trouwde in 1949 met Elizabeth Tuckniss (1924-2024); ze kregen vijf kinderen. Na Morris' transitie waren ze wettelijk genoodzaakt te scheiden omdat het homohuwelijk nog niet was erkend. Ze bleven als stel bij elkaar en sloten later een civil partnership (geregistreerd partnerschap).
De fluitist Gareth Morris was haar broer.
Hoewel ze geboren was in Engeland, zag Morris zichzelf nadrukkelijk als Welsh. Zij was een aanhanger van Welsh nationalisme en een republikein. Toen ze in 1999 een koninklijke onderscheiding kreeg aanvaardde ze die 'uit beleefd respect'.

## Publicaties (selectie)
- Coronation Everest (1958)
- Venice (1960) - bekroond met de  Heinemann Award 1961
- Oxford (1965)
- Pax Britannica: The Climax of Empire (1968).  Pax Britannica Trilogy Boek 2.
- Heaven’s Command: An Imperial Progress (1973). Pax Britannica Trilogy Boek 1.
- Conundrum (1974) Nederlandse vertaling: Dilemma: verandering van sekse (1975)
- Farewell the Trumpets: An Imperial Retreat (1978). Pax Britannica Trilogy Boek 3.
- Last Letters from Hav (1985). Nederlandse vertaling: Laatste berichten uit Hav - roman (1986)
- Hong Kong (1988) - Nederlandse vertaling: Hongkong: reis naar het hart van de draak (1996)
- Over Europe (1991)  Nederlandse vertaling: Europa gezien vanuit de lucht (1992)
- Fisher's Face (1995) - biografie van admiraal John Fisher
- Trieste and the Meaning of Nowhere (2001).  Nederlandse vertaling: Triëst (2002)
- A Writer's House in Wales (2002). Nederlandse vertaling  Mijn huis in Wales (2002)
- Thinking Again (2020) - memoires

- Bibsys: 90081258
- Biblioteca Nacional de España: XX1041163
- Bibliothèque nationale de France: cb11916923n (data)
- Catàleg d'autoritats de noms i títols de Catalunya: 981058525277706706
- CiNii: DA04124639
- Gemeinsame Normdatei: 122791754
- International Standard Name Identifier: 0000 0001 1885 3675
- Library of Congress Control Number: n80076612
- Nationale Bibliotheek van Letland: 000011960
- Bibliotheek van het Japanse parlement: 00450560
- Nationale Bibliotheek van Tsjechië: jo2004232698
- Nationale bibliotheek van Australië: 35363458
- Nationale Bibliotheek van Israël: 987007265665105171
- Nationale en Universitaire bibliotheek Zagreb: 000047496
- Nederlandse Thesaurus van Auteursnamen: 069651590
- Istituto Centrale per il Catalogo Unico: CFIV000042
- LIBRIS: 195544
- SNAC: w6dz0f85
- Système universitaire de documentation: 027039188
- Trove: 926249
- Virtual International Authority File: 100161330
- WorldCat: E39PBJxWQMqmRHRvwKHc97xxDq